# Куййыэ
Ку́ййыэ (эст. Kuijõe) — деревня в волости Ляэне-Нигула уезда Ляэнемаа, Эстония. До 27 октября 2013 года входила в состав волости Ристи.

## География и описание
Расположена в 29 километрах к северо-востоку от административного центра уезда — города Хаапсалу. Высота над уровнем моря — 28 метров.
К западу от деревни находится верховое болото Валгеристи (Valgeristi raba).
Через деревню проходит шоссе Ристи—Куййыэ.
Климат умеренный. Официальный язык — эстонский. Почтовый индекс — 90903.

## Население
По данным переписи населения 2021 года, в Паю насчитывалось 132 жителя, из них 115 (87,1 %) — эстонцы.
По данным переписи населения 2011 года, число жителей деревни составило 48 человек, все — эстонцы.
Численность населения деревни Куййыэ:
| Год  | 2011 | 2017 | 2018 | 2019 | 2020 | 2021 |
| ---- | ---- | ---- | ---- | ---- | ---- | ---- |
| Чел. | 31   | ↗ 52 | ↘ 51 | ↘ 49 | ↗ 54 | ↘ 48 |

## История
Во второй половине XVI века на месте деревни было хозяйство свободного крестьянина по имени Kuvyecke Nano, в письменных источниках 1688 года упоминается рыцарская мыза Куййёгги (Kuijöggi), в 1732 году — мыза Куйе (Kuie).
Мыза была выкуплена в 1909 году Хуторянским Сельхозбанком (Talurahva Põllupank) и поделена на хутора, при этом возникла деревня Куйэмыйза или Куйе-Мыйзакюла (Kuie-Mõisaküla).
В 1913 году нынешняя деревня Куййыэ называлась Куййёгги (Kuijöggi), в 1930-х годах — Куйе (Kuie), в 1945 году — Куййыэвалла (Kuijõevalla).
В 1977 году деревня Куйе-Мыйзакюла была присоединена к Куййыэ.
В 1888 году в деревне была создана самостоятельная церковная община свободных крестьян, которую в 1903 году объединили с баптистской общиной. Через некоторое время община начала создавать своё кладбище. Первое захоронение на кладбище состоялось в 1921 году, когда был похоронен первый староста баптистского прихода Куййыэ Юхан Силларт (Juhan Sillart). Кладбище используется до сих пор, оно приведено в порядок и за ним ухаживает волость Ляэне-Нигула.

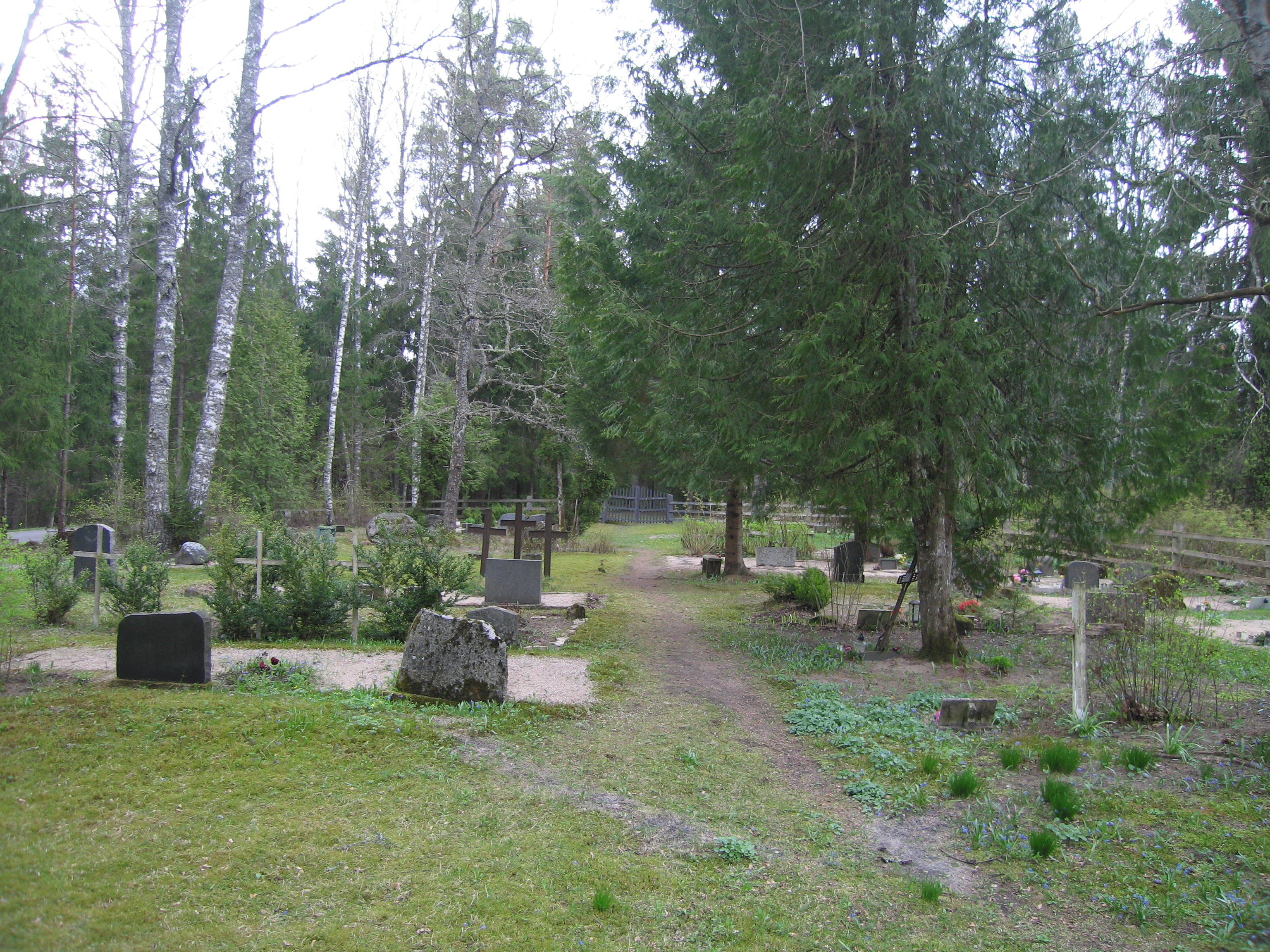
Кладбище Куййыэ

## Происхождение топонима
Топоним Куййыэ состоит из двух слов: куйв—куй (эст. kuiv) — «сухой» и йыги—йые (эст. jõgi—jõe) — «река». Этот топоним связан с карстовым происхождением местности.

## Мыза
Одноэтажное каменное главное здание мызы Куййёгги было построено в начале XIX века и сохранилось по сей день в своём почти первоначальном виде. Здание имеет небольшую крышу и простой западно-европейский внешний вид.